# ジョナサン・ルイス (サッカー選手)
ジョナサン・ジェレミー・ルイス（英語: Jonathan Jeremy Lewis、1997年6月4日 - ）は、アメリカ合衆国とジャマイカ、イングランドのサッカー選手。元アメリカ合衆国代表。ポジションはFW。

## クラブ歴
ジョージア州アトランタ生まれ、フロリダ州プランテーション育ち。父はジャマイカ出身で、母はロンドン生まれのトリニダード・トバゴ系人。「家族がカリブやイギリスの出身だから、幼少の頃から家族や友達とサッカーを観たりプレーしたりするのが当たり前だった。その頃からサッカーは好きだったし、多文化の南フロリダに住むのにサッカーは大きな役割を果たしてくれた」と述べている。
プランテーション・イーグルスでサッカーを本格的に始め、2014年にシカゴ・ファイアーの下部組織に移籍した 。翌年、オーランドで行われたRIASAのトライアルに参加し、合格した。RIASAでの親善試合によって、ミドルズブラFC、フラムFC、ブラッドフォード・シティAFCからトライアルに誘われた。
2015年7月7日にフットボールリーグ1所属のブラッドフォード・シティと2年契約を締結し、U-18チームに割り当てられた。同年9月にノーザンプレミアフットボールリーグのファースリー・セルティックFCに期限付き移籍。しかし1試合に出場したのみで、10月12日にホームシックのためにアメリカ合衆国に戻った。
その後、ケンドールSCを経て、2016年8月にアクロン大学に進学した。同月26日に大学サッカー初出場、28日にはスターティングメンバーとして出場した。10月26日に初得点を記録した。
2017年1月7日にジェネレーション・アディダス契約を締結、MLSスーパードラフトへの参加権を獲得した。同月13日のドラフトで、アブ・ダンラディ、マイルズ・ロビンソンの次、すなわち3周目でニューヨーク・シティFCから指名を受けた。3月18日の試合でメジャーリーグサッカー初出場、7月22日の試合で初スターティングメンバーとなった。8月12日にプロ初得点を記録。2018年6月にパトリック・ヴィエラが退任、ドメネク・トレント体制になったが、ベンチ生活は変わらなかった。
2018年9月17日、USLチャンピオンシップのルイビル・シティFCに年末までの期限付き移籍。9月19日に移籍後初出場を記録した。
2019年に入ってもベンチ生活が続いたため、同年5月8日に65万米ドルでコロラド・ラピッズに完全移籍。同月11日に移籍後初出場。5月25日に移籍後初得点を記録した。2020年12月17日に2024年まで契約を延長した。
2015年2月13日、バーンズリーFCに加入した。

## 代表歴
U-20代表では、2017年2月にCONCACAF U-20選手権2017のメンバーに選出された。この頃はジャマイカ代表からもオファーがあったが、米国を選択した。同月21日に初出場、24日に初得点を記録した。2017 FIFA U-20ワールドカップ出場権獲得には貢献したものの、クラブでの出場機会が少なかったためにU-20ワールドカップは選外となった。
U-23代表では、2019年10月4日に初招集。同月15日に初出場を記録した。2021年3月には、2020年東京オリンピックのサッカー競技・北中米カリブ海予選の20人のメンバーに選ばれた。
A代表初招集は2018年12月28日、グレッグ・バーホールター監督の初陣となるパナマ代表、コスタリカ代表との親善試合のメンバーであった。1月27日のパナマ戦でジェレミー・エボビスに代わって投入されて代表初出場を記録した。2019年5月24日には2019 CONCACAFゴールドカップの候補リストに載り、6月6日に本戦メンバーに選出された。2021年1月31日に代表初得点を記録。同年7月1日に2021 CONCACAFゴールドカップのメンバー入りを果たした。